# Ponte Rosário-Victoria

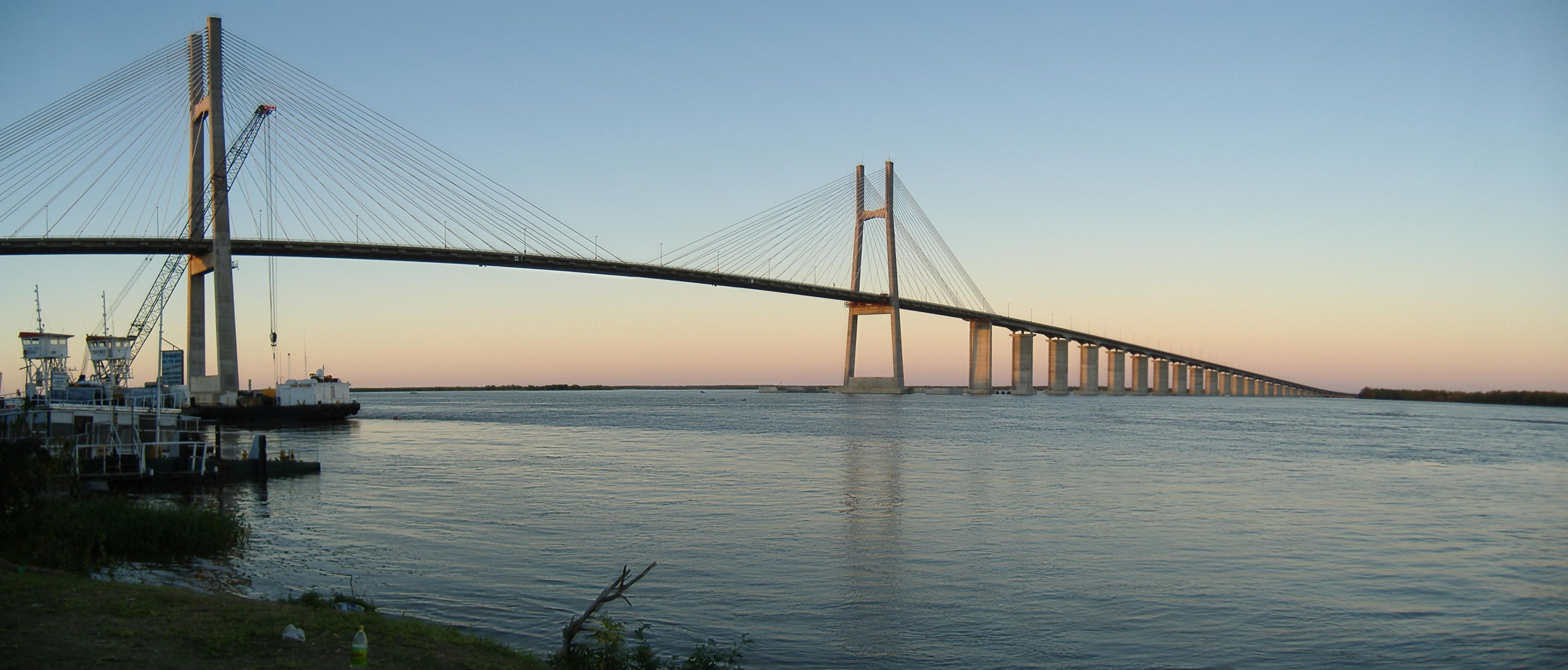
Panorama da ponte.

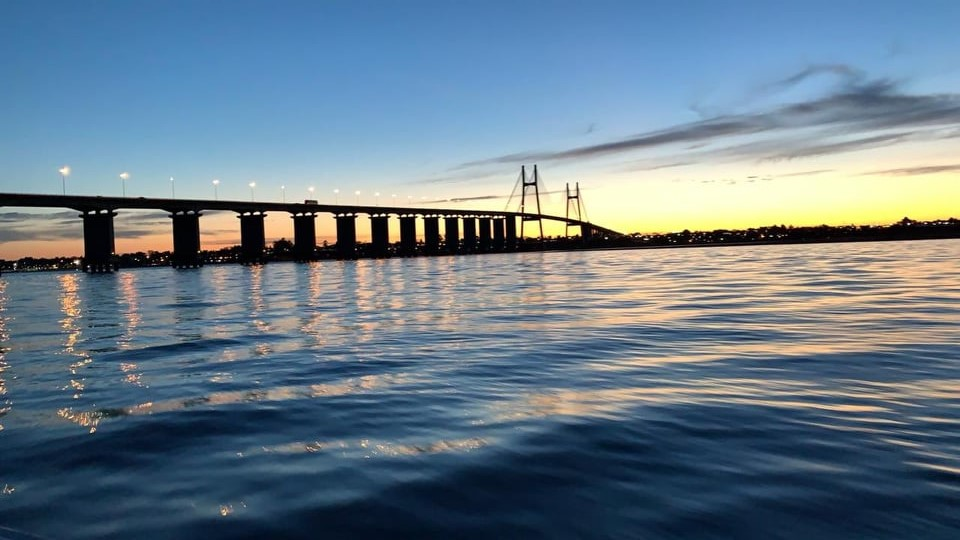
Panorama da ponte.

Ponte Rosário-Victoria (em castelhano:  Puente Rosario-Victoria) é o nome informal da conexão física entre as cidades argentinas de Rosário (província de Santa Fé) e Victoria (província de Entre Ríos).
Esta ligação rodoviária é composta por várias pontes, viadutos e seções de terra. Atravessa o curso principal do rio Paraná e desce no caminho das várias ilhas do Delta do Paraná.
A ligação entre as duas cidades abrange um total de 59,4 quilômetros. O comprimento total das várias pontes e seus viadutos é de 12,2 km. A ponte principal tem 4.098 metros de comprimento, com extensão central de 350 metros.